# سفارة ماليزيا في أوكرانيا
سفارة ماليزيا في أوكرانيا هي أرفع تمثيل دبلوماسي لدولة ماليزيا لدى أوكرانيا. تقع السفارة في كييف وهي تهدف لتعزيز المصالح الماليزية في أوكرانيا.

## وصلات خارجية
- الموقع الرسمي
- قائمة سفارات ماليزيا
- قائمة السفارات في أوكرانيا